# Кичанов, Евгений Павлович
Евгений Павлович Кичанов (22 февраля 1926 — 18 октября 1981) — советский музыкант, композитор.

## Биография
Родился в г. Чёрмоз Пермской губернии 22 февраля 1926 г.
Окончил теоретико-композиторское отделение Свердловского музыкального училища имени П. И. Чайковского (1947) и Уральскую консерваторию по классу композиции Б. Д. Гибалина, В. Н. Трамбицкого, Н. М. Хлопкова (1952).
С 1945 года — концертмейстер оркестра русских народных инструментов Свердловского радио, позднее — преподаватель музыкального училища г. Березники Пермской области. Совместно с балалаечником Е. Блиновым написал первый концерт для балалайки с оркестром русских народных инструментов.
В военные годы выступал перед ранеными в госпиталях, в составе ансамбля куда также входили М. Либерман, Е. Блинов.
Член Союза композиторов СССР (1951). В 1960—1965 гг. художественный руководитель Дома культуры в г. Чёрмоз. С 1965 г. жил в г. Березники и до последних дней преподавал в Березниковском музыкальном училище.

## Сочинения
- Концерт № 1 для балалайки с оркестром народных инструментов : Перелож. для балалайки с ф.-п. / Редакция партии балалайки Б. Блинова. — Москва : Музыка, 1971. — 36, 12 с.
- Концерт : для балалайки с оркестром : в 3 частях, авт. муз. Е. Кичанов. В звукозаписи: Шаукат, Амиров [Звукозапись] : балалайка / [авт. коммент. на конв.] И. Зетель. — Москва : Мелодия, 1986 (Апрелевка : Апрелевский з-д грп.). — 1 грп. [ГОСТ 5289-88].